# Alberto Jiménez Benítez
Alberto Jiménez Benítez (La Oliva, Fuerteventura, España, 15 de noviembre de 1992) es un futbolista español que juega como defensa en el C. D. Castellón de la Segunda División de España. 

## Carrera
Nació en La Oliva, Fuerteventura, el 15 de noviembre de 1992. Comenzó su formación en las categorías inferiores de la U. D. Fuerteventura, de donde se fue al Juvenil del C. D. Tenerife. Su estreno como sénior fue en el Club Deportivo Tenerife "B" en la temporada 2011-12.
En la temporada 2012-13 dio el salto al primer equipo. El 18 de agosto de 2013 jugó su primer partido en una liga profesional, encuentro que disputaba la A. D. Alcorcón contra el C. D. Tenerife en la Segunda División que el conjunto alfarero ganó 1-0.
En 2014 fue cedido al Valencia C. F. Mestalla Volvió a la disciplina tinerfeña a la temporada siguiente, asentándose en las alineaciones durante seis temporadas. Tras perder protagonismo en la campaña 2021-22, en enero de 2022 fue prestado al Albacete Balompié para lo que restaba de curso. Ayudó al conjunto manchego a volver a Segunda División, logrando el gol del empate que forzó la prórroga en la que derrotaron al R. C. Deportivo de La Coruña.
Después de esto regresó a Tenerife, aunque su vuelta fue breve ya que a mediados de julio rescindió su contrato. Quedó libre hasta que, el 4 de febrero de 2023, firmó por el Córdoba C. F. Completó allí la temporada antes de unirse al C. D. Castellón para la siguiente.

## Clubes
Actualizado al último partido jugado el 30 de mayo de 2025.
| Club                    | País   | Año       | Partidos | Goles |
| ----------------------- | ------ | --------- | -------- | ----- |
| C. D. Tenerife          | España | 2012-2014 | 27       | 3     |
| Valencia C. F. Mestalla | España | 2014-2015 | 24       | 1     |
| C. D. Tenerife          | España | 2015-2022 | 188      | 1     |
| Albacete Balompié       | España | 2022      | 19       | 1     |
| Córdoba C. F.           | España | 2023      | 10       | 0     |
| C. D. Castellón         | España | 2023-     | 74       | 4     |